# 李美善 (篮球运动员)
李美善（韓語：이미선，1979年2月19日—），韩国前篮球运动员。她曾代表韩国参加2000年夏季奥运会、2004年夏季奥运会和2008年夏季奥运会女子篮球比赛。